# Thomas J. Huelsmann
Thomas J. „Tom“ Huelsmann (* 20. März 1945 in Stillwater, Minnesota) ist ein US-amerikanischer Posaunist und Musikpädagoge.
Huelsmann studierte Musik und Musikerziehung am St. Thomas College in Saint Paul (Minnesota). Er war Bassposaunist des St. Paul Civic Orchestra, des Minneapolis Civic Orchestra und des Lake Como Pops Orchestra. Er wirkte 45 Jahre als Musiklehrer im Washington County und war von 1979 bis 2001 Leiter der Bands der Park High School in Cottage Grove. Daneben unterrichtete er Blasinstrumente an der University of St. Thomas. Seit seiner Pensionierung unterrichtet er privat Posaune und tiefe Blechblasinstrumente.
Bereits seit seiner Studentenzeit spielt Huelsmann Dixieland. Er war Mitglied der The Blue Diamonds Jazz Band und spielt in der Red Rock Swing Band, der Band of Praise und im Minneapolis Trombone Choir. Er schrieb auch Arrangements für Blasorchester. Sein Arrangement von Alan Hovhaness’ Sharagan and Fugue erschien bei API Music.